# Patrik Norrman
Patrik Norrman (né en 1961) est un auteur de bande dessinée et musicien amateur suédois. Il est principalement connu pour son comic strip humoristique absurde Bacon & Egg (sv), publié depuis 1985.

## Distinction
- 1995 : Bourse 91:an
- 1999 : Prix Adamson du meilleur auteur suédois pour l'ensemble de son œuvre